# Burglehen
Burglehen ist ein mit der Verordnung vom 14. April 1989 ausgewiesenes Naturschutzgebiet (NSG-Nummer 4.187) in einem breiten Abschnitt des Neckartales zwischen Rottenburg am Neckar, Kiebingen, Hirschau und Tübingen in Baden-Württemberg, Deutschland. Das Naturschutzgebiet nördlich des Neckars liegt auf einer Höhe von 330 m ü. NN im Rottenburger Gewann „Burglehen“. Auf der gegenüberliegenden Seite südlich des Neckars befindet sich das Naturschutzgebiet Oberes Steinach.

## Lage
Das rund 16,3 Hektar große Naturschutzgebiet Burglehen gehört zum Naturraum Schönbuch und Glemswald. Der Talabschnitt des Neckars mit der geschützter Kiesgrube (sogenannter Bischoff-Baggersee) mit Schlammabsetzbecken befindet sich in der Tübinger Stufenrandbucht zwischen den Engstellen der Rottenburger „Porta Suevica“ und der von Derendingen. Die zehn Kilometer lange und bis zu drei Kilometer lange Talebene mit Ton- und Mergelschichten des Gipskeupers ist von den Höhenzügen des Rammert und Spitzbergs sowie der Gäuflächen umrahmt. Die Kieslagen im Tal stammen aus dem Jungpleistozän. Bis ins 18. Jahrhundert war der Lauf des Neckars noch frei mäandrierend ohne künstliche Regulierung. Flussschlingen, Altwasserarme und Talauen konnten sich abwechseln und der Fluss war durch den kurvigen Verlauf in diesem Abschnitt zwischen 30 und 50 % länger.
Zwischen 1779 und 1966 erfolgten verschiedene Maßnahmen zur Regulierung und Begradigung des Flusslaufs, die mitsamt dem Bau von Staustufen und Kraftwerken eine weitgehende Reduzierung des natürlichen Flusssystems zur Folge hatte. Seit dem Ausbaggern von Kiesgruben und Baggerseen haben sich die offenen Wasserflächen und Uferzonen wieder vergrößert.
Kiesabbau und Rekultivierungsplanungen werden zwischen dem Kiesunternehmen, der Stadt Rottenburg/Neckar und den zuständigen Naturschutz- und Wasserbehörden abgesprochen. Zusätzliche Abstimmungen finden mit den Fischerfreunden Rottenburg als Fischereipächter und der Initiative Artenvielfalt Neckartal (IAN) als ehrenamtliche Betreuer des Gebiets statt. 

## Flora & Fauna
Im Naturschutzgebiet Burglehen ist durch das Nebeneinander von Wasserflächen, Steilufern mit Schotter-, Sand- und Lehmschichten,
Ruderal- und Schilfzonen sowie Inseln, Schlick- und Kiesflächen ein vielschichtiger Lebensraum für Vögel, Amphibien, Reptilien und Insekten entstanden. So konnte im Jahr 1983 eine Kolonie Uferschwalben mit 125 Paaren gezählt werden. Insgesamt brüten im Naturschutzgebiet rund 60 Vogelarten und weitere 100 Arten finden hier auf der Durchreise einen geeigneten Rast- und Nahrungsplatz platz zwischen südbadischem Rheingebiet, Bodenseegebiet und Donauraum.
Zu den bemerkenswerten Brutvogelarten gehören außer den Uferschwalben auch der Eisvogel, der Kiebitz, die Kolbenente und der Flussregenpfeifer. Zu den in Zugzeiten regelmäßig anwesenden Vogelarten gehören verschiedene Enten, Möwen, Seeschwalben, Reiher und Watvögel. Regelmäßig im Frühjahr und Herbst ist der Fischadler am See. 
Unter den Amphibien werden Teichfrosch, Laubfrosch und die selten vorkommende Wechselkröte hervorgehoben. Inzwischen hält sich auch der Biber ganzjährig im Gelände auf. 

## Schutzzweck
Der Schutzzweck umfasst die Erhaltung des Lebensraumes für eine Vielfalt von teilweise gefährdete Arten, sowie den Bestandsschutz, gemeinsam mit dem benachbarten Naturschutzgebiet „Oberes Steinach“, als überregional bedeutender Ruhe- und Rastplatz für Zugvögel. Besonders schützenswert sind daher Rast-, Brut- und Nahrungsgebiete für die Avifauna. Dazu gehören Schlickbereiche, Flachwasserzonen und offene Wasserflächen, Steilufer, Ufergehölze, Röhrichtbestände und Ruderalzonen.